# Мајор и Хелена
Мајор и Хелена је књига ауторке Маје Бекчић Петровић, објављена у издању издавачке куће АПМ принт из Београда 2016. године.

## О аутору
Маја Бекчић Петровић (1972) је независни новинар и ТВ водитељ.

## О књизи
Књига Мајор и Хелена садржи две приче: прва прича је покушај да се потисне властити идентитет и олакшање када се он пронађе, и друга у којој се српска ЛГБТ заједница приказује као заједница која дели судбину свог народа, да га разуме и поштује његове вредности.
Мајор и Хелена је биографија Хелене Вуковић, пензионисане мајорке Војске Србије која се аутује као транс жена. Како стоји у опису књиге, „показала је да је храбрија од већине мушкараца у Србији”. Књига описује њену жртву и спремност да изгуби много да би је друштво видело као образовану жену са манирима. Ауторка Маја Бекчић Петровић је написала Хеленину биографију која је пуна веселих и тужних сцена у исто време. Приказала је животни окршај Хелене са самом собом, њено суочење са породицом, женом и друштвом.
Књига је значајна за ЛГБТ+ заједницу, али и за Србију, јер је показала да може да се мења, да може да прихвати различитост и да казни дискриминацију.
Јунакиња књиге, Хелена Вуковић, је била скрајнути син, брижан и одан супруг и отац, као и врхунски војник и сарадник, која се подвргла операцији промене пола и постала једна од најпознатијих транс активисткиња у Србији.
2022. године била је премијера представе "Мајор и Хелена" у позоришту "Промена", ауторски пројекат Алексе Јовчића који је користио мотиве ове књиге.